# Ralph Cantafio Soccer Complex
Le Ralph Cantafio Soccer Complex, auparavant connu sous le nom de Winnipeg Soccer Complex, est un stade de soccer canadien situé dans la ville de Winnipeg, capitale du Manitoba.
Le stade, doté de 2 000 places et inauguré en 1991, sert d'enceinte à domicile à l'équipe de soccer du FC Manitoba.

## Histoire
Le terrain principal, appelé John Scouras Field, peut accueillir 2 000 spectateurs, et a remplacé depuis son ouverture en 1991 l'Alexander Park en tant que principal stade de soccer de Winnipeg.
Des entraînements pour la coupe du monde féminine de football 2007 s’y sont déroulés, ainsi que les matchs de soccer masculins et féminins des Jeux du Canada d'été de 2017.
Le stade est rebaptisé en 2016 en l'honneur de Ralph Cantafio, dirigeant de soccer local et pionnier du sport dans la province du Manitoba.
Le stade a également accueilli plusieurs matchs de l'équipe du Canada de soccer.

## Événements
- 23 juillet-8 août 1999 : XIIIe Jeux panaméricains
- 28 juillet-13 août 2017 : XXVIe Jeux du Canada (soccer masculin et féminin)